# أبو فنطاس (قطر)
أبو فنطاس تقع على الساحل الشرقي لدولة قطر جنوب الدوحة عاصمة قطر وحوالي 2 كيلو متر شمال مدينة الوكرة، تضم منطقة أبو فنطاس محطة تحلية المياه الرئيسية في قطر والتي اشتهرت المنطقة بها وتحمل اسهما كما تضم منازل وسكن موظفي محطة التحلية.

## محطة راس أبو فنطاس
تم تدشين مجمع محطات راس أبو فنطاس عام 2002، ويتكون المجمع من ست محطات لكل منها قدرة إنتاجية معينة في المياه والطاقة:
| محطة | قدرة الطاقة الإنتاجية (ميجاوات) | قدرة المياه الإنتاجية (غالون) | الافتتاح |
| ب    | 609                             | 33                            | 1997     |
| ب1   | 376                             | 33                            | #        |
| ب2   | 567                             | 29.2                          | #        |
| أ1   | #                               | 45                            | 2010     |
| أ2   | #                               | 36                            | 2015     |
| أ3   | #                               | 36                            | 2017     |

وتتكون المحطة من ثلاث توربينات غازية، كما أن الألفات الثلاثة مخصصة لإنتاج المياه فقط.
أعلى هذه المحطات إنتاجًا للطاقة هي (ب) بمعدل 609 ميجاوات (أي بمقدار من الكهرباء يكفي لتزويد أربعمائة ألف منزلًا بالطاقة في المتوسط). وأعلاها إنتاجيةً للمياه هي محطة (أ1) بمعدل 45 غالون يوميًّا (أي ما يُعادل 170 لترًا).
وعمومًا، فقد قُدِرَ في عام 2015م أن مجمع محطات راس أبو فنطاس ينتج ما يُعادل 51% من الماء للسكان في قطر تقريبًا، و22% من الكهرباء تقريبًا. 
في الثالث عشر من مارس عام 2023، وقَّعت المؤسَّسةُ العامَّة القطريَّة للكهرباء والماء «كهرماء»، وشركةُ الكهرباء والماء القطريَّة اتفاقيَّةً لتمديد عقد تشغيل محطة راس أبو فنطاس (ب أ) لإنتاج الكهرباء لمدة 27 عامًا بعد أن كانت 20؛ استمرارًا لتعاونهما لتحقيق الاستغلال الأمثل لموارد قطر.